# The Other Two
The Other Two foi o projeto musical britânico formado por Stephen Morris e Gillian Gilbert do New Order no ano de 1991, em Cheshire, Inglaterra. O nome da banda refere-se ao fato de que os outros membros do New Order, Bernard Sumner e Peter Hook, já haviam lançado discos solo quando do primeiro registro do The Other Two, o single "Tasty Fish", saiu em 1991 e atingiu o 41º no Reino Unido.
The Other Two têm se envolvido em filmes pontualmente, eles criaram os temas das séries de TV "Common As Muck" e "America's Most Wanted". Outros trabalhos com trilha sonora incluem "Cold Feet", "Making Out" e duas séries de "Cracker". Uma música do The Other Two foi criado para um programa de reportagens da TV do Reino Unido, mas este foi creditado como New Order.

## Discografia

### Álbuns
- The Other Two & You (Novembro de 1993)
- Super Highways (Junho de 1999)

### Singles
- "Tasty Fish" (Outubro de 1991)
- "Selfish" (Novembro de 1993)
- "Innocence" (apenas EUA) (Fevereiro de 1995)
- "You Can Fly" (Withdrawn) (Março de 1999)
- "Super Highways" (Julho de 1999)